# AFC Women's Futsal Championship 2018
Il Campionato asiatico di calcio a 5 femminile 2018 (ufficialmente AFC Women's Futsal Championship 2018) è stata la 2ª edizione del torneo. La competizione è iniziata il 2 maggio 2018 per finire il 12 dello stesso mese. Il torneo serve anche come qualificazione ai III Giochi olimpici giovanili estivi.

## Squadre partecipanti
Tutte le nazioni che partecipano schierano una sola squadra, per un totale di 16 squadre.

### Lista
I club sono stati ordinati in base al risultato della federazione nell'edizione precedente.

| Rank | Squadra       | Urna |
| ---- | ------------- | ---- |
| 1/H  | Thailandia    | 1    |
| 2/TH | Iran          | 1    |
| 3    | Giappone      | 1    |
| 4    | Malaysia      | 1    |
| 5    | Cina          | 2    |
| 6    | Hong Kong     | 2    |
| 7    | Uzbekistan    | 2    |
| 8    | Vietnam       | 2    |
| 9    | Bahrein       | 3    |
| 10   | Taipei cinese | 3    |
| 11   | Libano        | 3    |
| 12   | Macao         | 3    |
| 13   | Turkmenistan  | 3    |
| 14   | Bangladesh    | 3    |
| 15   | Indonesia     | 3    |

Note
- (TH) – Squadra campione in carica
- (H) – Squadra ospitante

### Formula
Le 15 squadre si affrontano in quattro gironi da tre o quattro, sorteggiati il 5 marzo. Le prime due di ogni girone accedono alla fase finale ad eliminazione diretta.

## Fase a gironi

### Gruppo A
| Squadra    | P.ti | G | V | N | P | GF | GS | DR  |
| ---------- | ---- | - | - | - | - | -- | -- | --- |
| Thailandia | 7    | 3 | 2 | 1 | 0 | 24 | 1  | +23 |
| Indonesia  | 7    | 3 | 2 | 1 | 0 | 12 | 1  | +11 |
| Hong Kong  | 3    | 3 | 1 | 0 | 2 | 7  | 10 | -3  |
| Macao      | 0    | 3 | 0 | 0 | 3 | 0  | 31 | -31 |

### Gruppo B
| Squadra       | P.ti | G | V | N | P | GF | GS | DR  |
| ------------- | ---- | - | - | - | - | -- | -- | --- |
| Vietnam       | 9    | 3 | 3 | 0 | 0 | 11 | 1  | +10 |
| Taipei cinese | 6    | 3 | 2 | 0 | 1 | 10 | 4  | +6  |
| Malaysia      | 3    | 3 | 1 | 0 | 2 | 10 | 8  | +2  |
| Bangladesh    | 0    | 3 | 0 | 0 | 3 | 2  | 20 | -18 |

### Gruppo C
| Squadra  | P.ti | G | V | N | P | GF | GS | DR  |
| -------- | ---- | - | - | - | - | -- | -- | --- |
| Giappone | 9    | 3 | 3 | 0 | 0 | 24 | 5  | +19 |
| Cina     | 6    | 3 | 2 | 0 | 1 | 15 | 8  | +7  |
| Libano   | 3    | 3 | 1 | 0 | 2 | 4  | 13 | -9  |
| Bahrein  | 0    | 3 | 0 | 0 | 3 | 4  | 21 | -17 |

### Gruppo D
| Squadra      | P.ti | G | V | N | P | GF | GS | DR  |
| ------------ | ---- | - | - | - | - | -- | -- | --- |
| Iran         | 6    | 2 | 2 | 0 | 0 | 23 | 2  | +21 |
| Uzbekistan   | 3    | 2 | 1 | 0 | 1 | 5  | 10 | -5  |
| Turkmenistan | 0    | 2 | 0 | 0 | 2 | 1  | 17 | -16 |

## Fase a eliminazione diretta

### Tabellone
|  | Quarti di finale | Quarti di finale |            |         | Semifinali                | Semifinali                |  |  | Finale | Finale |
|  |                  |                  |            |         |                           |                           |  |  |        |        |
|  |                  |                  |            |         |                           |                           |  |  |        |        |
|  |                  |                  |            |         |                           |                           |  |  |        |        |
|  | Thailandia       | 6                |            |         |                           |                           |  |  |        |        |
|  | Thailandia       | 6                |            |         |                           |                           |  |  |        |        |
|  | Taipei cinese    | 1                |            |         |                           |                           |  |  |        |        |
|  | Taipei cinese    | 1                | Thailandia | 1       |                           |                           |  |  |        |        |
|  |                  |                  | Thailandia | 1       |                           |                           |  |  |        |        |
|  |                  | Giappone         | 2          |         |                           |                           |  |  |        |        |
|  | Giappone         | Giappone         | 2          | 5       |                           |                           |  |  |        |        |
|  | Giappone         |                  |            | 5       |                           |                           |  |  |        |        |
|  | Uzbekistan       | 1                |            |         |                           |                           |  |  |        |        |
|  | Uzbekistan       | 1                | Giappone   | 2       |                           |                           |  |  |        |        |
|  |                  |                  | Giappone   | 2       |                           |                           |  |  |        |        |
|  |                  | Iran             | 5          |         |                           |                           |  |  |        |        |
|  | Vietnam          | Iran             | 5          | 2       |                           |                           |  |  |        |        |
|  | Vietnam          |                  |            | 2       |                           |                           |  |  |        |        |
|  | Indonesia        | 1                |            |         |                           |                           |  |  |        |        |
|  | Indonesia        | 1                | Vietnam    | 0       | Finale per il terzo posto | Finale per il terzo posto |  |  |        |        |
|  |                  |                  | Vietnam    | 0       | Finale per il terzo posto | Finale per il terzo posto |  |  |        |        |
|  |                  | Iran             | 5          |         |                           |                           |  |  |        |        |
|  | Iran             | Iran             | 5          | 4       | Thailandia (dcr)          | 0 (3)                     |  |  |        |        |
|  | Iran             |                  |            | 4       | Thailandia (dcr)          | 0 (3)                     |  |  |        |        |
|  | Cina             | 2                |            | Vietnam | 0 (2)                     |                           |  |  |        |        |
|  | Cina             | 2                |            |         | 0 (2)                     |                           |  |  |        |        |
|  |                  |                  |            |         |                           |                           |  |  |        |        |
|  |                  |                  |            |         |                           |                           |  |  |        |        |

## Campione
IRAN
(2º titolo)

## Classifica marcatrici
Solo i goal segnati nella fase finale del torneo sono conteggiati.
9 goal
- Fatemeh Etedadi
- Sara Shirbeigi
- Anna Amishiro
- Sasicha Phothiwong

6 goal
- Ryo Egawa
- Darika Peanpailun

5 goal
- Fereshteh Karimi
- Fahimeh Zarei
- Mutita Senkram

4 goal
- Tian Jiao
- Li Jingjing
- Fitri Rosdiana
- Jenjira Bubpha
- Đỗ Thị Nguyên

## Premi
| Premio             | Giocatrice       |
| ------------------ | ---------------- |
| Miglior giocatrice | Fereshteh Karimi |
| Miglior marcatrice | Sara Shirbeigi   |
| Fair-Play          | Iran             |